# Takashi Aoyagi
Takashi Aoyagi (青柳 隆志, Aoyagi Takashi), né le 17 août 1961 à Chiba, au Japon, est un seiyū et professeur de littérature japonaise à l'Université de Tokyo.
Il est la voix japonaise officielle de Mickey Mouse.

## Doublage

### Cinéma et télévision
Il double Mickey Mouse dans toutes les adaptations japonaises de ses films.

### Jeux vidéo
- 2002 : Kingdom Hearts : Roi Mickey
- 2005 : Kingdom Hearts 2 : Roi Mickey
- 2007 : Kingdom Hearts Re: Chain of Memories : Roi Mickey
- 2007 : Kingdom Hearts 2 : Final Mix+ : Roi Mickey
- 2009 : Kingdom Hearts : 358/2 Days : Roi Mickey
- 2010 : Kingdom Hearts: Birth by Sleep : Roi Mickey
- 2012 : Kingdom Hearts 3D : Dream Drop Distance : Roi Mickey
- 2013 : Epic Mickey 2: Le Retour des héros : Mickey Mouse